# سیارک ۹۲۱۲
سیارک ۹۲۱۲ (به انگلیسی: 9212 Kanamaru، نامگذاری:1995UR3) نه هزار و دویست و دوازدهمین سیارک کشف شده‌است که در ۲۰ اکتبر ۱۹۹۵ کشف شد.
قدر مطلق سیارک برابر ۱۸.۶ است.